# Bessines (Deux-Sèvres)
Bessines é uma comuna francesa na região administrativa da Nova Aquitânia, no departamento de Deux-Sèvres. Estende-se por uma área de 11,41 km². Em 2010 a comuna tinha 1 752 habitantes (densidade: 153,5 hab./km²).